# Simbácio I Mamicônio
Simbácio I Mamicônio (em armênio/arménio: Մուշեղ Մամիկոնյան; romaniz.: Simbácio Mamikonian) foi um nobre armênio do final do século VI e começo do VII, conhecido apenas a partir da História de Taraunitis de João Mamicônio. Supostamente esteve ativo em Taraunitis na luta contra os invasores persas do xá Cosroes II (r. 590–628).

## Nome
Simbácio (Symbatius) é a forma latina do armênio Sembate (Սմբատ, Smbat), que embora se saiba ter uma origem iraniana, não se conhece seu significado. Foi registrado em grego com Simbácio (Συμβάτιος, Symbátios), em persa novo como Sunfade (سانپاد, Sunfād) e Simbá / Simbade (سندباد, Sinbād). A tradição armênia preservada em Moisés de Corene atribuiu a origem do nome a Xambate (Շամբաթ, Šambatʻ), um suposto hebreu ativo nos tempos do mítico Valarsaces I.

## Vida
Simbácio era filho de Vaanes II, o Lobo. É conhecido apenas a partir do relato da História de Taraunitis de João Mamicônio, obra considerava como não fiável, e autores como Christian Settipani questionam sua existência. Cyril Toumanoff considera-o personagem histórica e data sua morte em 611. O mesmo autor considera como filho de Vaanes Vaanes III Camsaracano (citado na História).

### História de Taraunitis

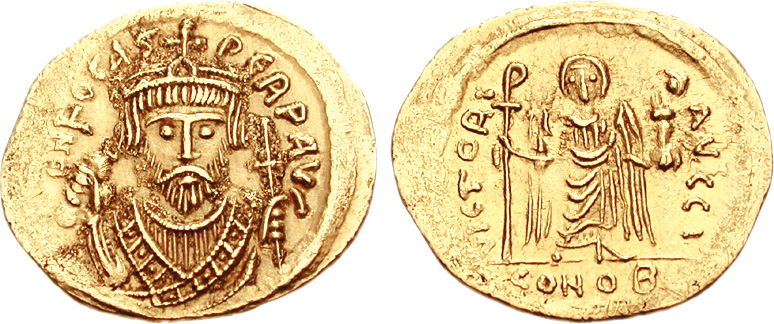
Soldo de Focas r.

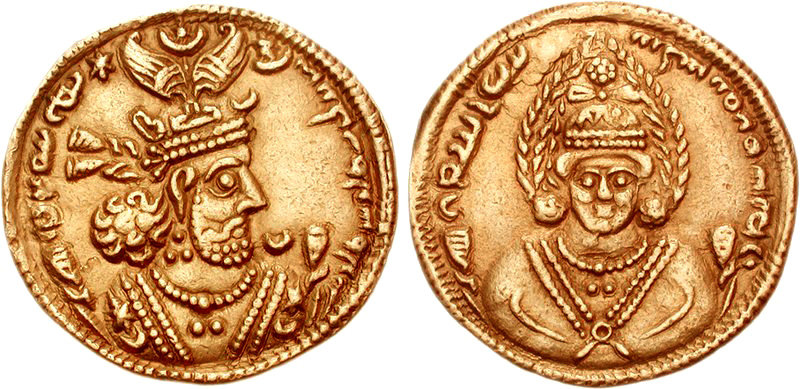
Dinar de r.

Aparece pela primeira vez em 603, segundo ano do reinado do imperador Focas (r. 602–610), quando xá Cosroes II (r. 590–628) ordenou que Vactangue atacasse Taraunitis. Quando Vactangue enviou seis mil homens sob Raanes contra seu pai Vaanes, Simbácio infiltrou-se entre os persas e conseguiu soltar quatro mil cavalos, impossibilitando que os invasores conseguiram tomar ação contra o exército que Vaanes que se aproximava. Depois, Simbácio liderou seis mil homens num exército conjunto liderado por seu pai para combater os invasores.
Vactangue, movido pela raiva pela morte de Raanes, enviou oito mil soldados sob Assur contra Vaanes. O exército chegou e acampou nas costas do rio Megueti e enviou mensagem a Vaanes: "Ei, seu lobo vil, Vaanes. Sabendo que você serve ao rei ariano, por que você se tornou descaradamente descarado? Agora venha até nós e seja um contribuinte. Caso contrário, você morrerá como um cachorro". Ao ouvi-lo, ele e Simbácio marcharam contra ele com seis mil homens. Quando a batalha começou, Simbácio manteve seu olho em Assur e se aproximou dele. Quando Assur viu que Simbácio era um rapaz, o desprezou e disse: "Seu bastardo adorador de pedras, saia do caminho para que eu possa passar para os homens da luta." [Simbácio] respondeu: "Filho de Satanás, seu nome se encaixa em você, porque sua espada [sur] é como nada e lutando com um jovem você reconhecerá sua derrota." Simbácio pegou sua espada e cortou a cabeça do cavalo de Assur. Assur caiu no chão e então Simbácio o atacou e cortou sua cabeça. Ele levantou a cabeça e disse: "Glória a Você, Cristo e a São Precursor, que derrotaram meu adversário". Enquanto dizia isso, dez homens cercaram Vaanes. Ele ergueu a voz e gritou: "Meu filho, Simbácio, onde você está? Venha e ajude-me, velho homem que sou". Simbácio corajosamente os atacou, alegoricamente como uma águia voando rapidamente, e disse: "Ajude-nos, São Precursor." E com isso cortou a cabeça e o ombro direito do filho de Assur.
No ano seguinte, Vactangue reuniu uma força de 20 mil e enviou para Simbácio uma mensagem: "Venha para que possamos lutar, ou seja, seja obediente e pague impostos". Simbácio reuniu 10 mil homens e foi contra Vactangue em Andaque. Ele deixou cinco mil homens na colina chamada Mau Agaraque ("Campo da Morte") e ele mesmo partiu com cinco mil contra Vactangue para provocá-lo. Vactangue enviou 10 mil homens contra ele, pensando que estava sozinho. As tropas vieram e o cercaram durante a noite. Simbácio queria levantar-se contra eles durante a noite, mas seus sacerdotes da corte o impediram. Agora disse: "Eu confio em Deus que, desde que tenhamos servido fielmente a São Precursor, não nos abandonará". E foi contra as tropas persas com tochas. De repente, viram um homem com cabelos longos que irradiavam luz, o que cegou os olhos dos inimigos. Quando Simbácio viu isso, disse às tropas: "Tomem ânimo, meus filhos, e não temam, pois São Precursor veio em nosso auxílio e está lutando conosco." Os persas começaram a lutar entre si e a matar uns aos outros. E eles os destruíram tanto que torrentes de sangue fluíram.
Apenas 200 homens foram deixados vivos para enviar notícias aos outros sobre o homem que viram durante a noite, pois o inimigo também o havia visto. Simbácio levou seus cavalos para Muxe, para que seu filho Vaanes III transformasse a infantaria da cidade em cavalaria e fosse enviado rapidamente. Vaanes reuniu 2 500 cavaleiros e enviou-os a Simbácio. Então, Simbácio evadiu os persas por 8 dias e preparou sua força. Após 8 dias, Vactangue chegou a essa planície. No dia seguinte, se prepararam à guerra. Durante a noite, Simbácio destacou dois mil cavaleiros e os levou para um esconderijo atrás dos persas, e deste lado da colina desdobrou três mil. Assim, de ambos os lados, organizou uma batalha secreta. Então dividiu oito mil homens em 6 grupos e, de manhã, se organizaram. Para que os persas não soubessem sobre suas armadilhas, rapidamente se virou para eles e os provocou para se mover contra ele.
Logo que a batalha começou, os persas estavam vencendo Simbácio. Então ele foi até a colina e disse: "Onde estão vocês, bravos? Venham à frente." E os bravos atacaram de todos os lados e prenderam o exército persa no meio deles. Eles lutaram até que foi impossível reconhecer um ao outro, exceto pelo som das trombetas e pela visão dos estandartes. Quando Vactangue e Simbácio se enfrentaram, Vactangue disse: "Pare, bastardo. Embora você tenha matado muitos antes, hoje você não escapará das mãos de bravos homens. Nossas espadas vão destruí-lo." Simbácio, entrando em ação, atingiu e cortou a armadura de quadril de Vactangue, feriu-o fatalmente e levou-o para perto de cair no chão. Empurrando sua lança, Simbácio atingiu o seio de Vactangue. A lança ficou presa, mas Simbácio foi incapaz de espetá-la mais fundo. Ele ergueu a voz e disse: "São Precursor, revele-se hoje a seus servos, pois morremos por sua causa e pelos fiéis de Cristo". Então ele atingiu o ombro de Vactangue com sua lança e a arma passou através da armadura e através de seu coração. Puxando sua espada, Simbácio cortou a cabeça de Vactangue, mas não conseguiu mantê-la, porque muitos homens fugiram com a cabeça.
Certo servo de Vactangue segurou a cabeça e fugiu. Simbácio alcançou o fugitivo e atingiu sua cabeça com um porrete, de tal forma que o capacete do homem se partiu e o osso de seu crânio cedeu antes do porrete e Simbácio mal conseguiu retirá-lo. Mas quando fez, a cabeça caiu e o servo morreu. Então outro empregado pegou a cabeça e correu. Simbácio seguiu-o e disse: "Iranianos, não percam os sentidos. Pois Vactangue já caiu, o homem que inspirou seus servos a tomar sua cabeça e fugir. Agora considere se você deve fazer isso." O criado jogou a cabeça de Vactangue no peito de Simbácio e disse: "Pegue, assada e coma. Ai que você não o matou mais cedo". Simbácio pegou a cabeça e perseguiu o criado, dizendo: "Seu iraniano traiçoeiro, por que você não substituiu sua própria cabeça pela de seu senhor? Agora, desde que você traiu seu senhor, tirarei sua cabeça de você." E com sua lança, Simbácio atingiu-o ao coração, e a lança saiu do outro lado. O homem caiu do cavalo e Simbácio decepou a cabeça, voltando depois ao monte em grande triunfo. As tropas vizinhas mataram os persas no local até que nenhum deles permanecesse exceto os que estavam acampados próximos aos camelos, 400 homens que ordenou serem poupados desde que eram fugitivos. Mas ele levou deles 1 040 camelos e oito mil cavalos e jumentos.
Assim que a batalha terminou, Simbácio ordenou que fossem enterrados nos vales e desfiladeiros. Então Simbácio tomou tropas e foi contra a cidade de Porpe à noite. Quando os soldados entraram nas casas, mataram quem quer que encontrassem falando persa, cortaram os narizes, os amarraram e trouxeram para Simbácio. Quando os narizes foram contados, encontraram 4 900 homens, mulheres e crianças persas. A esposa e filho de Vactangue foram levados à fortaleza de Aicique para serem lá mantidos e Simbácio enviou mensagem a Cosroes:
| “ | Dê-me impostos por 12 anos para cobrir o custo da grama e pão de meu país que suas forças comiam, a lenha que queimavam, o preço da água que bebiam, o preço dos tachares que meu pai Vaanes queimou. por causa de seus soldados, e 60 mil daecãs pelo preço do sabonete para lavar as vestes de seus soldados (que cheiravam a morte e estavam ensopadas de sangue) antes que pudéssemos usá-los, caso contrário, eu irei contra você com 100 homens e com todos os iranianos capturados, eu os levarei para Taraunitis e acorrentarei um cachorro a seus deuses para que eles gritem com você no lugar deles. Agora seja rápido. Faça o que eu disse para fazer. Caso contrário, você verá o que acontecerá com você. | ” |
|   | — João Mamicônio, História de Taraunitis, capítulo III. |   |

Alegadamente, quando Cosroes ouviu isso, zombou de Simbácio e respondeu-o. Apesar disso o irmão de Vactangue, Surena, levou 100 mil daecãs e nove mil homens e foi até Taraunitis para comprar a esposa e filho de Vactangue. Simbácio foi diante dele e, recebendo Surena com afeição, o enviou para Muxe. Após 10 dias, Surena perguntou pelo filho de seu irmão, querendo saber onde estava. Agora lhe mostraram a fortaleza e disseram: "Lá". E ele perguntou: "Está pastoreando cabras ou orvalhos lá?" Simbácio riu da piada de Surena e ordenou que a esposa e o filho de Vactangue fossem trazidos à sua presença. Assim que chegaram, Surena disse: "Poderoso príncipe [governante] da terra da Armênia, você vai dar-lhes como presentes para o rei iraniano"? O príncipe respondeu: "Eu nem daria ao rei iraniano um cachorro morto para o seu jantar sem ele pagar por ele, muito menos dar esses dois [reféns]. Mas se você quiser comprá-los, eu certamente os entregarei caso contrário, vocês três irão a Arcrunique 'e rebanharão cabras, e servirão na fortaleza e ingratamente comerão meu pão."
Surena então disse: "Oh piedoso e poderoso príncipe, se você nos fizesse cuidar de um cachorro em seus portões, seria uma honra para nós estarmos em sua corte, para não falar em pastorear cabras. Mas ouça-nos e tire de nós 100 mil daecãs, dois mil camelos e 6 cavalos iranianos, e nos dê essa mulher e jovem." Simbácio então respondeu: "Tudo o que você trouxe aqui é nosso, pois vou cortar sua cabeça e confiscar o que você tem. Mas se você precisar deles, torne-se um cristão e seja batizado, e me leve e vá para os iranianos e estes [reféns] com você. Caso contrário, pense em outra coisa." Surena por fim levou 100 mil daecãs e os camelos e cavalos diante do príncipe e disse: "aqui está o seu presente". Mas Simbácio lhe responde:
| “ | Eu aprovo os seus dons, mas tropas persas tiraram 180 mil daecãs de madeira de Carque e comeram 400 mil daecãs de grama das planícies e 60 mil daecãs para as corças, veados e coelhos do meu país que eles caçavam e comiam. Eu deixo de lado o preço da água e do pão, mas pague pelos doces vinhos da Síria, Salan e Moxir que por estes dois anos cortaram de mim e se consumiram. E o imposto que tomaram de 6 distritos e pelas receitas da cidade que comeram, paguem 300 daecãs. Você se torna um cristão. Leve-me para os iranianos e leve estes [reféns] para você. | ” |
|   | — João Mamicônio, História de Taraunitis, capítulo III. |   |

Surena ficou sombrio e não pôde falar por três dias. Mas então Simbácio lhe mandou dizer: "Não fique triste, pois farei tudo segundo a sua vontade. Mas vamos, passemos para o outro lado [do rio] e façamos uma peregrinação ao meu mosteiro que meu pai construiu ". Tomando Surena, atravessaram para o outro lado do Arasani, levando sua mulher e o filho junto. Mas porque Simbácio queria enganar o iraniano, deixa sua esposa e Vaanes do outro lado, de tal forma que Surena atravessaria e seria morto. Ele deixou quatro mil de suas tropas em Megueti e deixou os iranianos na vila do mosteiro que chamavam de aldeia de Artique. Simbácio levou 400 soldados escolhidos e Surena levou 400 dos seus, e os dois partiram ao mosteiro. Quando chegaram à Cruz Oculta, desmontaram e seguiram para o mosteiro a pé, pois era impossível alguém subir a cavalo. Logo que se aproximaram do local do mosteiro, os clérigos surgiram e os impediram de prosseguir por causa de Surena. Então Simbácio ficou furioso e disse: "Se vocês, iranianos, são abomináveis por serem indignos de covis, como é que são dignos de vida?" E Varazes, o príncipe de Palúnia, atacou Surena, golpeando-o com uma espada e cortando sua cabeça. As tropas persas foram atacadas pelos armênios e enquanto isso acontecia, Simbácio e Varazes estavam escondidos nalgum vale. Enviaram alguém para Megueti, dizendo: "Depressa e vamos contra eles", enquanto eles mesmos enviaram 100 homens para provocar as tropas persas. Quando os soldados viram isso, atacaram e os dois grupos chegaram um ao outro. Quando as tropas chegaram a Simbácio, disseram: "Entre na colina, pois é um local favorável para uma batalha e tenha cuidado até que nossas tropas cheguem". Subiram a colina, mas as forças persas aumentaram contra Simbácio e Varazes. Eles se ajoelharam diante de Deus e invocaram a ajuda de São Precursor. "Lembre-se", disseram, "nosso serviço, e como você nos ajudou de longe, agora não nos abandone de perto".
A trombeta soou na colina. Com Simbácio liderando a ala direita e Varazes a esquerda, começaram a se encharcar e seus cavalos em sangue. A espada de Simbácio ficou grudada em sua mão e ele não conseguiu soltá-la, pois o sangue estava grudado na espada e na mão e esta se partiu em sua mão. Uma vez que os persas viram que Simbácio era insensato para pegar outra espada, deram uma palavra um para o outro, dizendo: "Depressa, pois a mão do príncipe está presa, seu Deus o amarrou e a espada está quebrado em sua mão". Muitos homens cercaram Simbácio. As armas se chocaram contra a cabeça de Simbácio como se fossem pedaços de madeira seca. Agora ele gritou em voz alta: "Vay, ai é a sua bravura por você não pode nem cortar a minha cabeça." Ele disse isso para que as palavras fossem lembradas. Mas quando viu que eles haviam se multiplicado muito contra ele, levantou a voz e disse: "Onde está você, príncipe de Palúnia, bravo braço e forte martelo contra o inimigo, a bengala da minha velhice? Venha para a frente como uma corajosa águia, pois os abutres e corujas-de-chifre me cercaram." Varazes foi ao socorro de Simbácio.
Simbácio foi à beira da batalha e prendeu um persa com a mão esquerda e a espada, sacrificando-o dessa maneira, já que o sangue morno estava caindo e soltando o cabo preso. Ele mudou sua espada e montou outro cavalo. Assim que o fez, viu que mil homens o rodeavam novamente e que estava preso entre dois grupos de quinhentos homens. Quando souberam que tinham cavalos, Simbácio atingiu um persa e ele caiu. Então pegou o cavalo do homem e ofereceu-o ao príncipe Varazes, dizendo: "Desça e monte, príncipe de Palúnia". Em meio ao combate, seu filho aparece e perguntou "Meu pobre pai ainda vive ou foi ao Senhor descansar?". Simbácio ouviu e disse: "São Precursor veio em meu auxílio quando eu estava prestes a morrer nas mãos dos ímpios". No fim do combate, a maioria dos persas foram mortos e Simbácio ordenou que os cadáveres fossem empilhados um sobre o outro na colina, que, por causa da carnificina cometida por Varazes, recebeu o nome de Varazablur. Então eles foram e passaram a noite em uma vila do mosteiro chamado Quenaquevairque. Assim que entraram na aldeia, mulheres idosas vieram à sua frente e cantaram, elogiando suas muitas façanhas.
Tempos depois, Cosroes enviou outro exército de 20 mil sob o zorapetes Tigranes. Tão logo chegou em Apaúnia, convocou Simbácio que enviou Vaanes para ver o que queria. Após tomar ciência do que o general persa queria, Vaanes envia uma resposta a seu pai:
| “ | Tigranes muitas vezes prometeu coisas boas, e muitas coisas más. Mas ele exige os restos do príncipe Musel e de seu pai Vaanes, bem como os restos da esposa de Vactangue e seu filho a quem Varazes matou em batalha'. Caso contrário', diz ele, 'eu irei para o lugar sagrado para sua fé, eu arrancarei e arruinarei isto e tornarei sua igreja em um templo de fogo e levarei você para a corte real.' Agora, isso é o que ele disse: 'Quer vir através de Astianena.' Eu irei junto com ele. Enquanto isso, reúna nossas forças, vá à igreja de São Precursor e implora aos clérigos que rezem por nós. Fica bem no Senhor. | ” |
|   | — João Mamicônio, História de Taraunitis, capítulo III. |   |

Quando Simbácio ouviu isso, pegou a carta de Vaanes e foi diante de São Precursor. Estendeu as mãos diante do altar e começou a chorar e dizer:
| “ | Levanta-te, Senhor, e desperta tuas forças. Senhor, vê, não se cale, não demore, pois o inimigo nos despreza muito. Que a tua vontade seja feita. No entanto, imploramos que se lembre dos nossos esforços para Ti, para o aliança da nossa santidade, pela qual o seu nome abençoado é glorificado. | ” |
|   | — João Mamicônio, História de Taraunitis, capítulo IV. |   |

Dizendo isso, ordenou que 12 mil espadas fossem trazidas e colocadas diante do bema enquanto a missa estava sendo oferecida. Então as pegou e disse:
| “ | Senhor, cremos em Ti e que estas espadas serão o fermento para outras espadas e que por Teu comando nós derrotaremos os persas. Oh Senhor, nós nos tornamos desconcertados e cansados de derrubar os ímpios; aqueles que limpou nossas espadas de ferrugem e sangue também estão cansados. Esperamos que você faça agora como você fez no passado. | ” |
|   | — João Mamicônio, História de Taraunitis, capítulo IV. |   |

Então Simbácio foi e reuniu as tropas - 9 040 homens. Eles foram e acamparam em Astianena numa aldeia chamada Gire num lugar bem regado. Tigranes veio e acampou em Honanqueque e enviou a Simbácio, dizendo: "Venha a mim sem medo e aceite de mim tesouros e grandeza. Eu colocarei uma coroa em sua cabeça e o tornarei o marzobã da Armênia. Só me dê os ossos de Musel e Vaanes". Mas Simbácio agarrou os emissários e, aquecendo um cuspe de ferro para incandescê-lo, colocou-o como uma coroa na testa do chefe dos emissários, dizendo: "Espere! Deixe-me ver que presentes receberei para o seu amor desde que coroei você". Então ordenou que todos os homens que vieram com o chefe dos emissários fossem tomados, e os armênios cortaram cabeças até a sexta hora do dia. Simbácio foi à montanha chamada Esremavair e acampou em frente a Tigranes. Assim que chegou a noite, seu filho Vaanes levantou-se e cortou a cabeça do filho de Tigranes e dos 3 príncipes que estavam na mesma tenda. Tomando suas cabeças, foi a seu pai e então retornou ao campo persa. Após mais alguns sucessos, volta a tenda de Simbácio que nomeia-o tenente durante a noite, com quatro mil homens.
Havia dois mil homens colocados em emboscada em dois lugares. O próprio Simbácio reuniu outras tropas em formação de batalha, dando o comando da ala direita a Varazes. Simbácio confiou a ala esquerda ao príncipe Simbácio de Astianena e deixou como seu guarda costas o filho de Varazes, Vaanes. Os inimigos se amontoaram um ao lado do outro. Mircosroes e Simbácio se aproximaram e começaram a atacar a cabeça um do outro. O exército persa atacou Simbácio como enxame de abelhas. Simbácio começou a enfraquecer, pois era um homem velho. Levantou a voz e gritou: "Onde você está Vaanes, meu filho? Venha para mim". E ele gritou para São Precursor: "Oh João Precursor, batizador de Cristo, a hora chegou. Onde estão as orações dos meus santos clérigos?" Entrando em batalha, Vaanes espalhou as pessoas reunidas sobre seu pai. Então Simbácio tomou coragem, ergueu a espada e atacou o ombro do comandante mais velho cuja cabeça e parte do ombro caíram no chão. Colocando suas espadas para trabalhar, fizeram os persas fugirem até a emboscada. Então aqueles que estavam à espreita saltaram e prenderam os persas no meio deles. Houve grande destruição naquele dia.
Quando Simbácio soube que haviam partido, se levantou e foi atrás deles, alcançando-os no dia seguinte. Tão logo os grupos acamparam frente a frente, os armênios planejavam ir contra os iranianos e se organizavam à noite. Mas enquanto ainda estavam lá, cerca de três mil soldados de Apaúnia chegaram. Quando as tropas armênias viram que as forças de Apaúnia tinham se misturado com os persas, abandonaram sua posição e caíram no chão. Encontrando uma saída, desceram para a margem do rio Arasani através da passagem de Marcuque e lá acamparam. Agora os persas surgiram e perseguiram-nos, forçando-os contra o rio. Simbácio, colocando toda a sua esperança em Deus, disse: "Oh Senhor, há muito que conheço a bondade que nos mostrou. Agora olhe para nós, pois o inimigo está deste lado e o rio está do outro lado. Veja como o inimigo nos colocou em dificuldades." Fazendo o sinal da cruz sobre si mesmos, eles se voltaram contra os persas. Durante a batalha, apareceu-lhes um homem impressionante e luminoso, cujos cabelos lançavam luz. Com auxílio divino, os armênios foram capazes de repelir os persas. Simbácio e Varazes repeliram as tropas persas diante deles, lançando-os no rio até chegarem ao local conhecido como Curai, e agarraram os cavalos daqueles que haviam fugido. Simbácio faleceu no mesmo ano e seu filho levou seus restos mortais ao mausoléu no Mosteiro de Glaco, onde foi sepultado perto da porta da Igreja de São Estêvão.